# أنت التالي (فلم)
أنت التالي (بالإنجليزية: You're Next) هو فيلم رعب تم انتاجه في الولايات المتحدة و صدر سنة 2011 من بطولة شارني فينسون وسيمون باريت

## القصة
عائلة تقيم احتفالاً في منزل داخل غابة تتعرض لهجوم من قبل 3 اشخاص يضعون اقنعة حيوانات تشبه وجوه الذئاب والخراف ليأخدوا الميراث.

## الميزانية والإيرادات
كلف الفيلم 1 مليون دولار امريكي و حقق ارباح تقدر بـ 27 مليون دولار امريكي

## وصلات خارجية
- مقالات تستعمل روابط فنية بلا صلة مع ويكي بيانات

انت التالي على IMDB
أنت التالي على Rotten TOMATOS
أنت التالي على Metacritic